# 1. Klasse Kärnten 1941./42.
Erste Klasse Kärnten u sezoni 1941./42. bio je drugi rang austrijskog nogometnog sustava unutar Trećeg Reicha.
Od 1941. do 1945. godine u ovoj ligi su se natjecale ekipe iz Koruške.

## Sustav natjecanja
Vodeći gorenjski klubovi bili su priključeni koruškom sustavu natjecanja, točnije natjecanju zvanom 1. Klasse Kärnten, koje je predstavljalo drugi razred austrijskog nogometa unutar Trećeg Reicha. Broj momčadi s prostora današnje Slovenije koje su igrale u koruškom sustavu mijenjao se nekoliko puta u razdoblju od 1941. do 1945. godine.
Najviši austrijski rang u Trećem Reichu predstavljala je Gauliga Ostmark, koja je nakon pripojenja Austrije Trećem Reichu 1938. godine preuzela ulogu austrijskog državnog nogometnog prvenstva. Nakon širenja Drugog svjetskog rata na područje Jugoslavije, odnosno njemačke okupacije te pripajanja velikog dijela Dravske banovine Trećem Reichu, Gauliga Ostmark je preimenovana u Gauliga Donau-Alpenland. Unatoč tome, niti jedan slovenski klub nije se natjecao u najvišem razredu ovog natjecanja, jer su momčadi s okupiranih područja isprva bile uključene u drugi razred, iz koje se nijedna ekipa iz Gorenjske ili Donje Štajerske nije plasirala u najviši stupanj natjecanja, Gauligu Donau-Alpenland, u razdoblju 1941. – 1945.
Unutar Gaulige Donau-Alpenland nije postojao jedinstveni drugi razred, već je bio podijeljen na sedam regionalnih natjecanja (1. Klasse Wien Gruppe A, 1. Klasse Wien Gruppe B, Oberdonauer 1. Klasse, Salzburger 1. Klasse, 1. Klasse Kärnten, 1. Klasse Niederdonau i Gauliga Steiermark), a nakon pvog dijela natjecanja najbolje ekipe iz svake regije natjecale su se u završnici, a dvije najbolje momčadi bi bile uvrštene u Gauligu Donau-Alpenland, koja je predstavljala najviši razred Austrije. Pobjednik natjecanja prvim je mjestom izravno osvojio i naslov austrijskog nogometnog prvaka te tako dobio priliku nastupiti u završnici za naslov prvaka Trećeg Reicha, gdje su u razdoblju 1941. – 1945., osim ekipa iz Gaulige Donau-Alpenland, sudjelovale momčadi iz još 18 Gauligi.

## Novosti
Nakon kratkotrajnog Travanjskog rata i kapitulacije jugoslavenske vojske, slovensko područje u Kraljevini Jugoslaviji (Dravska banovina) okupirana je i podijeljena. Najveći dio dobila je Njemačka, i to slovensku Štajersku, Gorenjsku, sjeverni dio Dolenjske, Mežičku dolinu, dravogradsko područje i četiri sela u Prekmurju. Teritorij je iznosio više od 10.000 km² s oko 800.000 stanovnika. Prekmurje s gotovo 1000 km² i oko 100.000 stanovnika pripalo je Mađarskoj, dok je ostatak Notranjske, veći dio Dolenjske i Ljubljana, ukupno 4500 km² s oko 330.000 stanovnika, pripao Italiji.
Nakon kapitulacije jugoslavenske vojske i rasparčavanja slovenskih zemalja, njemački je okupator, slično Donjoj Štajerskoj, isprva stavio područje Gorenjske pod vojnu upravu, ali je 14. travnja uvedena civilna uprava po uzoru na onu u Elzasu, Loreni i Luksemburgu. Gorenjska je s Mežičkom dolinom i dravogradskim područjem pripojena Gau Kärntenu, a područje je dobilo naziv "Okupirano područje Koruške i Kranjske" (Besetzte Gebiete Kärntens und Krains). Zamjenik gauleitera Koruške i državni namjesnik Franz Kutschera imenovan je šefom civilne uprave u okupiranim područjima Koruške i Kranjske. Imao je zadatak sličan onom Sigfriedu Uiberreiteru u Donjoj Štajerskoj – što brže pripremiti područje za priključenje Trećem Reichu.
U Gorenjskoj, slično kao i u Donjoj Štajerskoj, najpopularniji sport za vrijeme okupacije bio je nogomet. Da je on zaista bio "kralj sporta u Gorenjskoj", svjedoči i činjenica da je svaki novoosnovani sportski klub u Gorenjskoj osnovao nogometnu sekciju kao svoju prvu podružnicu, budući da je nogomet bio najpopularniji sport među mladima. U Gorenjskoj je čak 10 sportskih klubova imalo nogometne ekipe, od kojih su se neke natjecale u raznim natjecanjima s dvije ili čak tri ekipe. Kreis Radmannsdorf (okrug Radovljica) imao je dva sportska kluba na svom teritoriju, Kreis Krainburg (okrug Kranj) četiri, a Kreis Stein (okrug Kamnik) također četiri. Dok su okrug Radmannsdorf (okrug Radovljica) i okrug Krainburg (okrug Kranj) od početka okupacije bili usko povezani sa sportom u austrijskoj Koruškoj, okrug Stein (okrug Kamnik) bio je donekle izoliran zbog svog geografskog položaja i ratnih uvjeta, što je navelo okružno sportsko vodstvo da u sezoni 1942./43. dođe na ideju organiziranja vlastitog okrugnog nogometnog prvenstva (prvenstvo Kamnika), u kojem su sudjelovali lokalni sportski klubovi Mannsburg (Mengeš), Littai (Litija), Domschale (Domžale) itd. Koruškom prvenstvu (1. Klasse Kärnten), koje je predstavljalo najviši natjecateljski razred koruškog nogometa i drugi razred u austrijskim sustavima nogometnih natjecanja – prvi razred bio je Gauliga Donau-Alpenland – pridružili su se Telovadno in športno društvo Jesenice (Turn- und Sportgemeinschaft Aßling) i Telovadno in športno društvo Kranj (TuS Krainburg) od gorenjskih klubova, koji su tada igrali važnu ulogu u ovom prvenstvu tijekom cijelog razdoblja. Prema nekim izvješćima, osim dvije najbolje gorenjske ekipe, u  1. Klasse Kärnten izvorno je bila uključena i ekipa SK Valdes (ŠK Bled), no o tome se ne mogu pronaći nikaki podatci u tadašnjim novinama, a ekipa nije odigrala niti jednu utakmicu u  1. Klasse Kärnten. Glavni problem za bledsku nogometnu ekipu bila je činjenica da na početku okupacije Bleđani nisu imali vlastito nogometno igralište.

1. Klasse Kärnten u sezoni 1941./42., koja je ujedno bila i premijerna sezona za jeseničke i kranjske ekipe u ovom natjecanju, sastojala se od šest ekipa: Klagenfurter AC (Klagenfurt), Turn- und Sportgemeinschaft Aßling (Jesenice), SV Krainburg (Kranj), Villacher SV (Villach), Luftwaffen – SV Klagenfurt (Klagenfurt) i SK Rapid Klagenfurt (Klagenfurt).

## Sezona
Nakon kraja Travanjskog rata, nogomet u Jesenicama ponovno je oživljen 21. rujna 1941. godine kada je lokalni TuS Aßling igrao protiv kluba Klagenfurter AC iz Klagenfurta u utakmici  1. Klasse Kärnten i pritom izgubio 2:1. Otprilike u isto vrijeme, natjecanje u  1. Klasse Kärnten započela je i ekipa TuS Krainburg (ŠK Kranj), koja je u uvodnoj utakmici gostovala u Villachu, gdje je izgubila 4:2 od domaće ekipe Villacher SV.
Obje gorenjske momčadi, koje su igrale u 1. Klasse Kärnten, od početka su pokazivale izrazito lošu formu. Obje su momčadi u jesenskom dijelu sezone nizale poraz za porazom, od kojih se ističe poraz Jeseničana od 8:1 u susretu s klagenfurtskim klubom Luftwaffe SV. Momčadi su na kraju jesenskog dijela prvenstva bile prikovane za dno prvenstvene ljestvice. Kranjčani su zauzeli pretposljednje mjesto, dok su Jeseničani s pet uzastopnih poraza učvrstili zadnje mjesto.
Obje gorenjske momčadi nisu se najbolje snašle na koruškim nogometnim travnjacima ni nakon duge zimske stanke. Kranjčani su na gostovanju u Austriji izgubili  6:2 u prijateljskoj utakmici protiv kluba Luftwaffe SV 6:2 te 3:2 u prvenstvenoj utakmici protiv kluba Klagenfurter AC 3:2. Jeseničani su izgubili 4:1 na otvaranju proljetne sezone na svom terenu protiv momčadi Luftwaffe SV. Gorenjske momčadi tijekom travnja nisu uspjele osvojiti niti jedan bod, a prvi pozitivan rezultat zabilježen je tek početkom svibnja, kada su Kranjčani remizirali u Villachu 1:1 protiv domaćeg kluba Villacher SV.
Važna prekretnica za gorenjski nogomet bilo je i gostovanje u Klagenfurtu, gdje su početkom svibnja gorenjski nogometaši nastupili u revijalnoj utakmici povodom obilježavanja njemačkog državnog praznika (Tag der nationalen Arbeit). Jedanaestoricu Gorenjske činili su svi ponajbolji gorenjski nogometaši tog vremena, a nastup u reprezentativnoj utakmici protiv Klagenfurta na tako važan praznik bio je jasan znak gorenjskom sportskom vrhu da će gorenjski sportaši ubuduće sudjelovati na svim većim priredbama Trećeg Reicha. Iako prema pisanju Jutra momčad Klagenfurta nije sastavila najjaču moguću jedanaestoricu od igrača SK Rapida, KAC-a i Luftwaffe SV-a, slavili su prilično dobro s 5:2 (4:0). Za Gorenjsku je u ovom susretu nastupilo 6 igrača iz Kranja i 5 iz Jesenica, od kojih su Janežič i Slokan bili strijelci.

## Ljestvica
- Krainburg → Kranj
- Aßling → Jesenice

| mj.                                                                        | klub                | ut. | pob. | ner. | por. | gol+ | gol- | kvoc  | bod |
| -------------------------------------------------------------------------- | ------------------- | --- | ---- | ---- | ---- | ---- | ---- | ----- | --- |
| 1.                                                                         | LSV Klagenfurt      | 8   | 7    | 1    | 0    | 34   | 11   | 3,090 | 15  |
| 2.                                                                         | Villacher SV        | 10  | 5    | 2    | 3    | 22   | 11   | 2,000 | 12  |
| 3.                                                                         | Klagenfurter AC     | 10  | 4    | 0    | 6    | 17   | 24   | 0,708 | 8   |
| 4.                                                                         | SK Krainburg        | 9   | 3    | 2    | 4    | 14   | 23   | 0,608 | 8   |
| 5.                                                                         | SK Rapid Klagenfurt | 7   | 3    | 1    | 3    | 15   | 16   | 0,937 | 7   |
| 6.                                                                         | TuS Aßling          | 8   | 1    | 0    | 7    | 11   | 28   | 0,392 | 2   |
| Sudjelovanje dva slovenska kluba najavljeno je tek nakon početka prvenstva |                     |     |      |      |      |      |      |       |     |
| Izvori:                                                                    |                     |     |      |      |      |      |      |       |     |

|  | LSV Klagenfurt igra završnicu za promociju u Gauliga Donau-Alpenland 1942./43. Nije uspio. |

- Novi članovi: SS Klagenfurt

## 10. Oktoberpokal Kärnten 1941
Na 10. Oktoberpokal Kärnten 1941 sudjelovale su 4 ekipe.
| Prva momčad     |               | Druga momčad        | Rezultat      |                                                           |
| Poluzavršnica   | Poluzavršnica | Poluzavršnica       | 5. 10. 1941.  |                                                           |
| --------------- | ------------- | ------------------- | ------------- | --------------------------------------------------------- |
| LSV Klagenfurt  | –             | SK Rapid Klagenfurt | 8:2           |                                                           |
| Villacher SV    | –             | Klagenfurter AC     | 3:3 (prod.)   | Villacher SV je odustao nakon penala za KAC u 120. minuti |
| Završnica       | Završnica     | Završnica           | 12. 10. 1941. |                                                           |
| Klagenfurter AC | –             | LSV Klagenfurt      | 0:4           |                                                           |

## Poveznice
- Gauliga Donau-Alpenland 1941./42.
- Gauliga Steiermark 1941./42.

## Vanjske poveznice
- Tin Mudražija, Zgodovina nogometa v Kraljevini SHS/Jugoslaviji in v času okupacije, 2016.
- RSSSF
- Austria Soccer